# Aeroporto di Eilat-Ramon
L'aeroporto internazionale di Eilat-Ramon (in ebraico נמל התעופה הבינלאומי רמון־אילת‎?, Namal HaTe'ufa HaBenlumi Ramon-Eilat) è un aeroporto internazionale situato nella valle del Timna, nel Distretto Meridionale di Israele.
Costruito per sostituire l'aeroporto di Eilat, che ha chiuso il 18 marzo 2019, dista circa 18 km a nord dalla città portuale di Eilat.